# Amt Preetz-Land
Das Amt Preetz-Land ist ein Amt im Kreis Plön in Schleswig-Holstein. Der Sitz der Amtsverwaltung befindet sich in der Gemeinde Schellhorn.
Der Amtsbereich ist geprägt durch Landwirtschaft und Tourismus. Der Tourismus wird von der Verwaltung gezielt gefördert. So entstanden in den letzten Jahren die Tourismuskonzepte Barkauer Land und Schusteracht.

## Amtsangehörige Gemeinden
(Bevölkerungsstand am 31. Dezember 2007)
| 1. Barmissen (183) 2. Boksee (495) 3. Bothkamp (299) 4. Großbarkau (184) 5. Honigsee (446) 6. Kirchbarkau (744) 7. Klein Barkau (255) 8. Kühren (667) 9. Lehmkuhlen (1493) | 1. Löptin (307) 2. Nettelsee (403) 3. Pohnsdorf (476) 4. Postfeld (476) 5. Rastorf (865) 6. Schellhorn (1617) 7. Wahlstorf (523) 8. Warnau (372) |

## Kultur und Sehenswürdigkeiten

### Bauwerke und Denkmale
- Herrenhaus Bredeneek
- Arboretum Lehmkuhlen
- Gut Rastorf
- Gut Wahlstorf

### Freizeit und Tourismus
Durch das gesamte Amtsgebiet ziehen die beiden Schleifen der Schusteracht. Wasserwandern auf der Schwentine, die sich zu großen Teilen durch das Amtsgebiet erstreckt.
In der Gemeinde Wahlstorf existiert am südlichen Ufer des Lanker Sees ein Campingplatz.

### Regelmäßige Veranstaltungen
- Das Fest zur Schusteracht, das Schusterachtspektakel.
- Verschiedene Dorffeste der amtsangehörigen Gemeinden.

## Wirtschaft und Infrastruktur

### Verkehr
Das Amtsgebiet zieht sich um die Stadt Preetz herum. Die Bundesstraße 76 durchkreuzt das Amtsgebiet in Nord-Süd-Richtung. Die Landesstraße 211 führt südlich der Schwentine von Preetz über Rastorf an die Bundesstraße 202 in Richtung Schönberg.

### Bildung
Gemeinsam mit der Stadt Preetz werden die schulischen Bildungsaufgaben durch den Schulverband Preetz Stadt und Land wahrgenommen. Es werden verschiedene Grundschulen in den einzelnen Gemeinden und der Stadt sowie weiterführende Schulen in der Stadt betrieben.